# Владлена Прістман
Владлена Прістман (англ. Vladlena Priestman), ім'я при народженні Владлена Колесникова (нар. 19 вересня 1967, Суми) — британська лучниця українського походження. На літніх Олімпійських іграх 2000 року вона виступала на індивідуальній першості серед жінок.

## Біографія
Владлена Колесникова народилася 19 вересня 1967 року в місті Суми Сумської області Української РСР. Познайомилась з майбутнім чоловіком Річардом Прістманом на турнірі. Сама Владлена стала знаменитою у збірній Англії — змагалася, зокрема, на міжнародному чемпіонаті в закритих приміщеннях у 2009-му. 2001 року вона разом зі своїм чоловіком виступала за цю команду на міжнародному турнірі в Санкт-Петербурзі. Має двох дітей — Джорджа та Ану.
Відомо, що Прістман 10 років працювала викладачкою російської мови в коледжі, помічницею учителя у школі та перекладачкою у в'язниці, де було багато радянських і польських емігрантів.

## Кар'єра
Владлена Прістман брала участь на літніх Олімпійських іграх 2000 року в місті Сідней, Австралія.